# Новорибинка (Жамбильський район)
Новори́бинка (каз. Новорыбин) — село у складі Жамбильського району Північноказахстанської області Казахстану. Входить до складу Кладбінського сільського округу.
Населення — 359 осіб (2021; 502 у 2009, 647 у 1999, 818 у 1989).
Національний склад станом на 1989 рік:
- росіяни — 62 %.